# 梅家河乡
梅家河乡，是中华人民共和国湖北省宜昌市秭归县下辖的一个乡镇级行政单位。

## 行政区划
梅家河乡下辖以下地区：
鲁家湾村、尤家湾村、王家坡村、京丈坪村、下里坪村、龙王山村、陈家埫村、肖家坪村、水田垭村、龟坪河村、谭家岭村、三掌坪村和郑家岭村。